# Förtrollerskan från Florens
Förtrollerskan från Florens är en roman av Salman Rushdie utgiven 2008.
Romanen utspelar sig på 1500-talet och handlar om en besökare som kommer till stormogulen hov och hävdar att han är ättling till Akbar den store, son till en emigrerad indisk prinsessa och en italiensk man från Florens. Handlingen rör sig fram och tillbaka mellan kontinenterna, från stormogulens hov till Florens under renässansen. Den blandar historisk fakta med fiktion och saga.